# Emanuel Joseph Sigismund von Borwitz
Emanuel Joseph Sigismund von Borwitz  (* 15. Januar 1773 auf Kadlau (Landkreis Neumarkt); † 22. Juni 1842 in Schweidnitz) war ein preußischer Generalmajor.

## Leben

### Herkunft
Seine Eltern waren Sigismund Ignatus Xavenius Benjamin von Borwitz (1742–1803) und dessen Ehefrau Franziska, geborene von Frankenberg (1745–1803) (aus Gut Kolbaczin). Sein Vater war Herr auf Kadlau, Neudorf und Göbel.

### Militärkarriere
Borwitz erhielt seine Schulbildung auf dem Gymnasium in Breslau. Am 1. November 1789 trat er als Gefreitenkorporal in das Infanterieregiment „von Wendessen“ der Preußischen Armee und avancierte bis Oktober 1805 zum Premierleutnant. Im Vierten Koalitionskrieg kämpfte er in der Schlacht bei Jena und wurde danach inaktiv gestellt.
Nach dem Krieg erhielt Borwitz seine Demission als Kapitän, durfte seine Uniform aber weiterhin tragen. Als die Befreiungskriege begannen, wurde er am 26. März 1813 als Major wieder eingestellt und kam als Bataillonsführer in das 5. Schlesische Landwehr-Infanterie-Regiment. Borwitz kämpfte in den Schlachten an der Katzbach, bei Laon und Paris sowie in den Gefechten bei Thionville, St. Dizier, Vitry, Montmirail, Chateau-Thierry, le Fere, und Triport. Für Paris wurde er mit dem Eisernen Kreuz II. Klasse und dem Orden des Heiligen Wladimir IV. Klasse ausgezeichnet.
Nach dem Krieg wurde Borwitz am 30. März 1817 mit Patent vom 14. April 1817 zum Oberstleutnant befördert. Am 12. März 1820 wurde Bataillonskommandeur im 10. Landwehr-Regiment und am 30. Oktober 1822 zum Kommandeur des 7. Infanterie-Regiments ernannt. In dieser Stellung wurde Borwitz am 30. März 1824 mit Patent vom 31. März 1824 zum Oberst befördert. Am 9. September 1828 bekam er den Roten Adlerorden III. Klasse und am 27. Dezember 1830 wurde er mit einer Zulage von 300 Talern zum Inspekteur der Ersatzbataillone des V. Armee-Korps ernannt. Mit Pension schied Borwitz am 27. März 1831 als Generalmajor aus dem aktiven Dienst. Bei ihm verblieb die Inspektion der Ersatzbataillone des V. Armee-Korps, bis er schließlich am 14. November 1831 auch von dieser Aufgabe entbunden wurde. Er starb am 22. Juni 1842 in Schweidnitz.

### Familie
Borwitz heiratete am 29. September 1802 in Breslau Albertine Charlotte Henriette Friederike von Schorsee (* 12. Februar 1783), eine Tochter des Hauptmanns Hans Adolf Ludwig von Schorsee. Das Paar hatte mehrere Kinder:
- Friedrich Emanuel (* 22. August 1803; † 2. Februar 1854), Rittmeister a. D., Herr auf Borntin
- Marianne Henriette Charlotte Friederike (* 16. Oktober 1804)
- Mathilde (* 21. Oktober 1809; † 8. Dezember 1817)
- Emilie Karoline Josepha Henriette (* 8. Februar 1812; † 4. Oktober 1877) ⚭ 1833 Alexander von Wartensleben (1807–1883), Herr auf Schwirsen und Grambow[2]
- Anne Henriette (* 18. Mai 1815)
- Emanuel Felix Anton Friedrich Adolf (* 9. Juli 1821)